# Danger Mouse (2015)
Danger Mouse é uma série de animação britânico, como reboot da série original de mesmo nome de 1981 (criada por Brian Cosgrove e
Mark Hall).
A série foi produzida pela FremantleMedia e no estúdio irlandês Boulder Media, embora tenha começado a ser produzida pela Boat Rocker Media em 2018, após a aquisição da FremantleMedia Kids & Family. A série estreou no CBBC em 28 de setembro de 2015, mais de 20 anos após o final da série original. Nos Estados Unidos e o Brasil, a série foi exibida pelo Netflix, em Portugal foi exibido no canal Biggs e mais tarde no canal RTP2 no espaço Zig Zag.
A série gira em torno de Danger Mouse, o "maior agente secreto do mundo", e seu parceiro de hamster Penfold, que protege o mundo de uma variedade de perigos. Com a ajuda de seu chefe Coronel K e do genial cientista Professor Squawkencluck, Danger Mouse está equipado para derrotar seu inimigo, Baron Silas von Greenback.
Dentro de três semanas da série em execução, o Danger Mouse alcançou 2,4 milhões de espectadores e se tornou o programa com maior audiência no canal CBBC.
Em 19 de maio de 2016, Danger Mouse foi encomendado para uma segunda série
e em 4 de abril de 2017, para uma terceira série de 26 episódios.

## Sinopse
Danger Mouse é um dos melhores agentes secretos que já existiu. Ao lado do parceiro Penfold, um atrapalhado hamster, do Coronel K e da cientista Professor Squawkencluck, este simpático ratinho assume a difícil missão de proteger a Terra das garras do terrível Baron von Greenback e de qualquer outra ameaça a segurança do mundo.

## Produção
Em 2013, a FremantleMedia confirmou à Broadcast que uma versão atualizada da série estava sendo considerada, e em junho de 2014 foi anunciado que uma nova série consistindo de 52 episódios; estava sendo feita para transmissão no CBBC em 2015.
A série é produzida pela Boulder Media para a Boat Rocker Media, que adquiriu o negócio de entretenimento para crianças e famílias da FremantleMedia em janeiro de 2018.
É dirigido por Robert Cullen, com Brian Cosgrove, um dos criadores originais sendo um consultor criativo. Alexander Armstrong e Kevin Eldon, Danger Mouse e Penfold, Dave Lamb assume o papel do narrador, enquanto Stephen Fry e Ed Gaughan assumem os papéis de Coronel K e Baron Greenback, respectivamente. O co-apresentador do Armstrong's Pointless , Richard Osman, também aparece na série como o Professor Strontium Jellyfishowitz. Também foi anunciado que John Oliver daria voz ao Dr. Augustus P. Crumhorn IV e Lena Headey dublaria o novo personagem Jeopardy Mouse.
De acordo com Eldon, o estilo de animação é "muito parecido com o original".
A série é animada em Toon Boom Harmony, como os animadores achavam que o Flash era muito limitado.
A série foi escolhida pela Netflix em vários países, incluindo os Estados Unidos. Em agosto de 2019, a CBS All Access adquiriu os direitos de transmissão da série nos EUA.

## Personagens
Personagens principais
- Danger Mouse (voz de Alexander Armstrong)

O protagonista principal e personagem principal, Danger Mouse é o maior agente secreto do mundo.
Extremamente confiante em suas habilidades, a vaidade de Danger Mouse às vezes leva-o a tomar atitudes que desnecessariamente criam situações arriscadas.
- Penfold (voz de Kevin Eldon)

Um hamster que trabalha como assistente do Danger Mouse. Um tipo covarde e muito manso, ele é muitas vezes conhecido por gritar "Oh, Crumbs!" quando assustado. Esta versão não é tão equivocada quanto sua contraparte original.
- Colonel K (voz de Stephen Fry)

Uma chinchila que serve como Danger Mouse e chefe de Penfold. No episódio "The Return of Danger K", é revelado que o Coronel já foi um agente chamado Danger K.
Uma piada é que ele esquece o nome de Penfold ou quem ele é.
- Professor Squawkencluck (voz de Shauna Macdonald)

Uma galinha que é cientista chefe do serviço secreto. Ela fica irritada com Danger Mouse quando ele não presta atenção nela, usa suas invenções sem a permissão dela, ou quebra / mexe com sua última criação, ao ponto de um relacionamento de amor e ódio com ele. Revelado em "The World Is Full of Stuff" para ser a futura esposa de Danger Mouse.
- Baron Silas von Greenback (voz de Ed Gaughan)

O principal antagonista , um mentor do crime e arquiinimigo de Danger Mouse . Embora Greenback fosse um dos pilares da série de 1981, na série de 2015, o prefixo "von" foi incorporado ao seu nome. Ele recebe um sotaque alemão para combinar.
- Nero (efeitos vocais de Marc Silk)

A lagarta branca e fofa de estimação de Greenback, cuja inteligência e astúcia costumam ser subestimadas.
- Stiletto Mafiosa (voz de Dave Lamb)

O ajudante de corvo italiano de Greenback.
- The Narrator (voz de Dave Lamb)

Tal como acontece com a série original, The Narrator, um personagem invisível, freqüentemente quebra a quarta parede , interagindo com o espectador e os outros personagens e muitas vezes se encontra em perigo do antagonista do episódio.
Personagens recorrentes
- Pandaminion (voz de Ed Gaughan)

Um panda e o mais novo lacaio não inteligente de Greenback.
- Dr. Loo-cifer (née John) (voz de Kayvan Novak)

Um banheiro robótico avançado foi desonesto.
- "Pink" Dawn Crumhorn / A Princesa (voz de Morwenna Banks)

Uma jovem poodle mimada que se torna poderosa porque sua tiara ficado super carregada entra em contato na cuba de gel de amplificação de personalidade mental. Mais tarde, ela é revelada a filha do doutor Augustus P. Crumhorn IV em "Mousefall".
- Isambard King Kong Brunel (voz de Kayvan Novak)

Um macaco cientista que inventa invenções impraticáveis. Certa vez, ele criou uma máquina do tempo para substituir todas as invenções úteis por suas próprias.
- Quark (voz de Ed Gaughan)

Um vigarista alienígena faminto de dinheiro que tenta usar DM em esquemas de enriquecimento rápido.
- The Snowman (voz de Richard Ayoade)

Um boneco de neve vivo embaraçosamente inepto com a capacidade de congelar as coisas com o braço esquerdo e fogo cenouras explosivas de seu nariz.
- Count Duckula (voz de Rasmus Hardiker)

Um pato vampiro obcecado pelo estrelato. Esta encarnação do personagem combina aspectos de ambos os seus homólogos vilões da série original Danger Mouse , e sua contraparte vegetariana mais amigável de sua própria série spin-off.
- Baron Silas von Penfold (voz de Kevin Eldon)

Uma versão maligna de Penfold de uma realidade alternativa conhecida como Twystyverse. 
Ele é frequentemente visto trabalhando ao lado de seu executor, Sinister Mouse, como os maiores supervilões dessa dimensão.
- Sinister Mouse (voz de Alexander Armstrong)

O maior Agente do Mal do mundo e o Gêmeo do DM do Twystyverse.
- The Queen of Weevils (voz de Miranda Richardson)

Uma bruxa malvada de besouros da Lenda de Arthur, que foi lacrada dentro de uma gema a mais de mil anos atrás por Merlin antes de ser acidentalmente liberada por DM para o mundo moderno.
- The Queen (voz de Morwenna Banks)

A Rainha do Reino Unido. 
Sua representação como corgi é uma referência a eles serem mantidos como animais de estimação pela rainha na vida real.
- Jeopardy Mouse (voz de Lena Headey)

O equivalente americano feminino de Danger Mouse. 
Vestida com um macacão militar escorregadio e trabalhando sob as ordens do General E. Normous Schwartznut, ela realiza suas missões profissionalmente e sem problemas - mas tem uma tendência a ser arrogante e se levar muito a sério.
- Doutor Augustus P. Crumhorn IV (voz de John Oliver)

O pai da princesa e filho do doutor Augustus P. Crumhorn III, ele é um trilionário ambicioso Dobermann Pinscher que promete derrotar Danger Mouse para fazer sua filha feliz e Compre todas as empresas do mundo.

## Dublagem

### Brasil
| Personagem ( UK)                  | Personagem ( BRA)                 | Dublador/Ator original | Dublador no Brasil   |
| --------------------------------- | --------------------------------- | ---------------------- | -------------------- |
| Danger Mouse & Sinister Mouse     | Danger Mouse & Sinister Mouse     | Alexander Armstrong    | Leonardo Caldas      |
| Penfold & Baron Silas von Penfold | Penfold & Baron Silas von Penfold | Kevin Eldon            | Douglas Guedes       |
| Colonel K                         | Coronel K                         | Stephen Fry            | Parisi Júnior        |
| Professor Squawkencluck           | Professora Squawkencluck          | Shauna Macdonald       | Carol Valença        |
| Baron Silas von Greenback         | Barão Silas Greenback             | Ed Gaughan             | Rodrigo Araújo       |
| Stileto Mafiosa                   | Stileto                           | Dave Lamb              | Vagner Santos        |
| Pandaminion                       | Pandaminion                       | Ed Gaughan             | Diaigeles Riba       |
| Nero                              | Nero                              | Dave Lamb              | Cléber Martins       |
| Jeopardy Mouse                    | Jeopardy Mouse                    | Lena Headey            | Marisa Mattos        |
| Pink Dawn                         | Pink Dawn                         | Morwenna Banks         | Letícia Celini       |
| Dr. Loo-cifer                     | John                              | Kayvan Novak           | Roberto Rocha        |
| The Queen                         | A Rainha                          | Morwenna Banks         | Rosângela Malimpensa |
| Count Duckula                     | Conde Duckula                     | Rasmus Hardiker        | Thiago Guimarães     |
| Isambard King Kong Brunel         | Brunel                            | Kayvan Novak           | Walace Raj           |
| Quark                             | Kwark                             | Ed Gaughan             | Matheo Novaes        |
| The Snowman                       | O Boneco de Neve                  | Richard Ayoade         | Vanderlan Mendes     |
| The Queen of Weevils              | A Rainha dos Besouros             | Miranda Richardson     | Gilmara Sanches      |
| Doutor Augustus P. Crumhorn IV    | Crumhorn                          | John Oliver            | Alexandre Cruz       |
| The Narrator                      | Narrador                          | Dave Lamb              | Mauro Castro         |